# Buttertubs Marsh
Buttertubs Marsh är en sumpmark i Kanada.   Den ligger i provinsen British Columbia, i den sydvästra delen av landet, 3 600 km väster om huvudstaden Ottawa.
Runt Buttertubs Marsh är det i huvudsak tätbebyggt. Runt Buttertubs Marsh är det tätbefolkat, med 683 invånare per kvadratkilometer.